# Eurocopter Panther
L'Aérospatiale SA 565 Panther, oggi costruito dalla Eurocopter, è la versione navalizzata di un elicottero multiruolo, l'Aérospatiale SA 365 Dauphin francese. Come la versione terrestre ha una fusoliera affusolata ed un rotore incassato nella coda, chiamato Fenestron (finestrone).

## Tecnica
L'SA 565 è dotato di una struttura di tipo parzialmente composito, con ricorso ad ampie superfici e strutture fatte di Nomex, Kevlar e Rohacell, nonché fibre di carbonio usate per le 4 pale del rotore, con motorizzazione a 2 turbine Turboméca Arriel. Il rotore di coda è del tipo introdotto da Aérospatiale con il Gazelle e prende il nome di Fenestron. Questo fa assumere un aspetto più elegante alla coda, abolendo l'elica anti-coppia tradizionale, il che consente una maggiore sicurezza per il personale a terra, minore resistenza aerodinamica e minore inquinamento acustico. Di contro, l'impennaggio verticale deve essere più alto e robusto.
Sulla trave di coda sono posizionate 2 alette laterali con impennaggi verticali molto alti e leggermente a freccia, mentre è pure presente una pinna caudale sotto il Fenestron, dotata di un pattino di coda ausiliario per la protezione della struttura in caso di atterraggi duri.
La cabina ha la capacità di trasportare una squadra di persone e ha 2 portelli con trasparenti quasi totali, uno piccolo per i 2 piloti e l'altro più grande per i passeggeri. I motori sono sistemati in maniera compatta sopra la fusoliera.
Essendo un modello militare, ha il nome di Panther (inserito nella serie di 'felini' che costituiscono gli ultimi tipi della Eurocopter, che nel frattempo ha inglobato sia la Messerschmitt-Bölkow-Blohm GmbH (MBB) tedesca, la quale era già di per sé un consorzio, che la francese Aerospatiale); questo modello ha avuto ulteriori incrementi di potenza e capacità. Essi hanno avuto commesse come nuovi elicotteri della Marine Nationale per le fregate della Classe Leygues e della Classe La Fayette, tutte navi dotate ciascuna di un elicottero. Essi hanno ricevuto i missili AS-15TT e il relativo radar, ma soprattutto sono stati resi idonei anche a lanciare i missili ‘a piena scala’ Exocet AM.39, da 50 km di gittata, e hanno ricevuto anche mitragliatrici brandeggiabili. La colorazione delle macchine è passata col tempo al grigio-blu chiaro.
I velivoli della United States Coast Guard sono stati invece colorati in bianco sui fianchi della fusoliera, nero nel muso e arancione internazionale su strisce diagonali che confinano con la parte ventrale, come anche sulla striscia sulla coda nel settore dello stemma del servizio, le alette di coda e il piano verticale, secondo lo schema di colorazione abituale del servizio.
Il raggio d'azione è nel caso del 365F di 899 km al livello del mare o 4 ore e 25 minuti, ma si riduce a 3 ore e 45 minuti con 2 missili AS-15TT, e solo 2 ore e 45 minuti con 4 missili per circa 400 kg su alette laterali, corrispondenti a circa 250–350 km di raggio d'azione. I missili AM.39 pesano 750 kg per cui nonostante il raggio d'azione maggiore non permettono di incrementare il braccio operativo, ma solo di migliorare le possibilità di sopravvivenza del velivolo vettore sparando da più lontano, oltre che migliorare la logistica di navi che già hanno come armamento superficie-superficie la versione MM.40.

## Utilizzatori
lista incompleta
 Brasile
- Aviação do Exército Brasileiro

34 AS 365K, dal 2009 al novembre 2024, sono stati modificati allo standard K2 Super Pantera dalla Helibras.
 Bulgaria
- Voennomorski sili na Bălgarija

3 AS 565MB consegnati. 2 in servizio al dicembre 2018, in quanto un esemplare è andato perso il 9 giugno 2017.
 Cina
- Zhōngguó Rénmín Jiěfàngjūn Hǎijūn Hángkōngbīng

Harbin Z-9C Haitun
 Francia
- Aéronautique navale

AS565MA Panther
 Indonesia
- Tentara Nasional Indonesia Angkatan Laut

11 AS 565MBe ASW ordinati a novembre 2014, consegnsti a partire dalla fine del 2018. Al giugno 2019 risultano tutti consegnati, 9 dei quali saranno riconfigurati per missioni multiruolo, mentre solo rimarranno in configurazione antisommergibile.
 Israele
- Heyl Ha'Avir

5 AS 565MA Atalef consegnati. Uno perso il 3 gennaio 2022.
 Marocco
- Marine royale

3 AS 565M Panther entrati in servizio nel 2002 e tutti in servizio al novembre 2018.
 Messico
- Armada de México

10 AS565MBe Panther ordinati nel 2014.

## Elicotteri comparabili
- Bell AH-1 SuperCobra
- Boeing AH-64 Apache
- Denel AH-2 Rooivalk
- AgustaWestland AW129
- CAIC WZ-10
- Eurocopter Tiger
- HAL Light Combat Helicopter
- Kawasaki OH-1
- / Kamov Ka-50
- / Mil Mi-24
- / Mil Mi-28